# Dozmat
Dozmat is een plaats (község) en gemeente in het Hongaarse comitaat Vas. Dozmat telt 179 inwoners (2001).

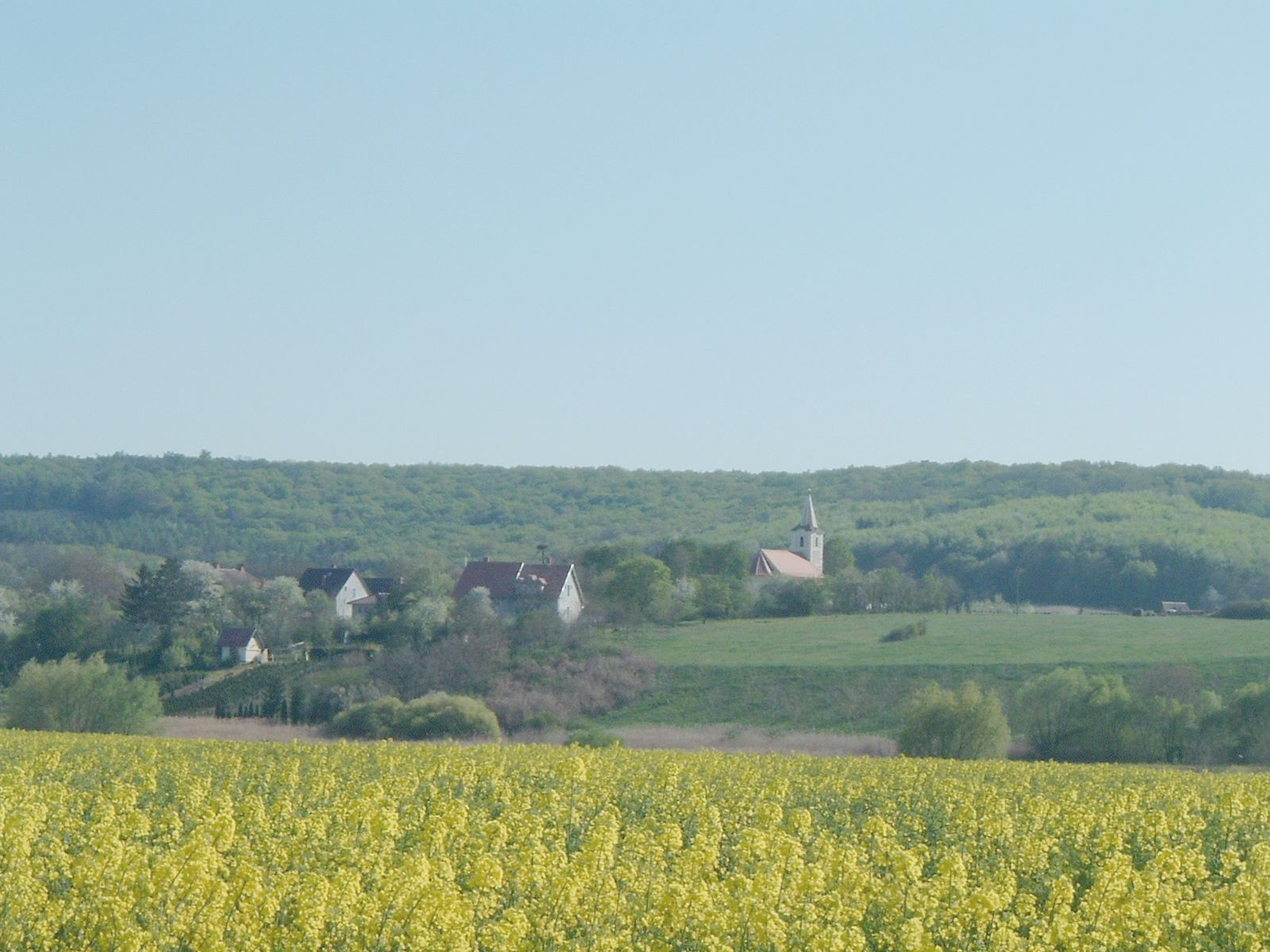
Dozmat
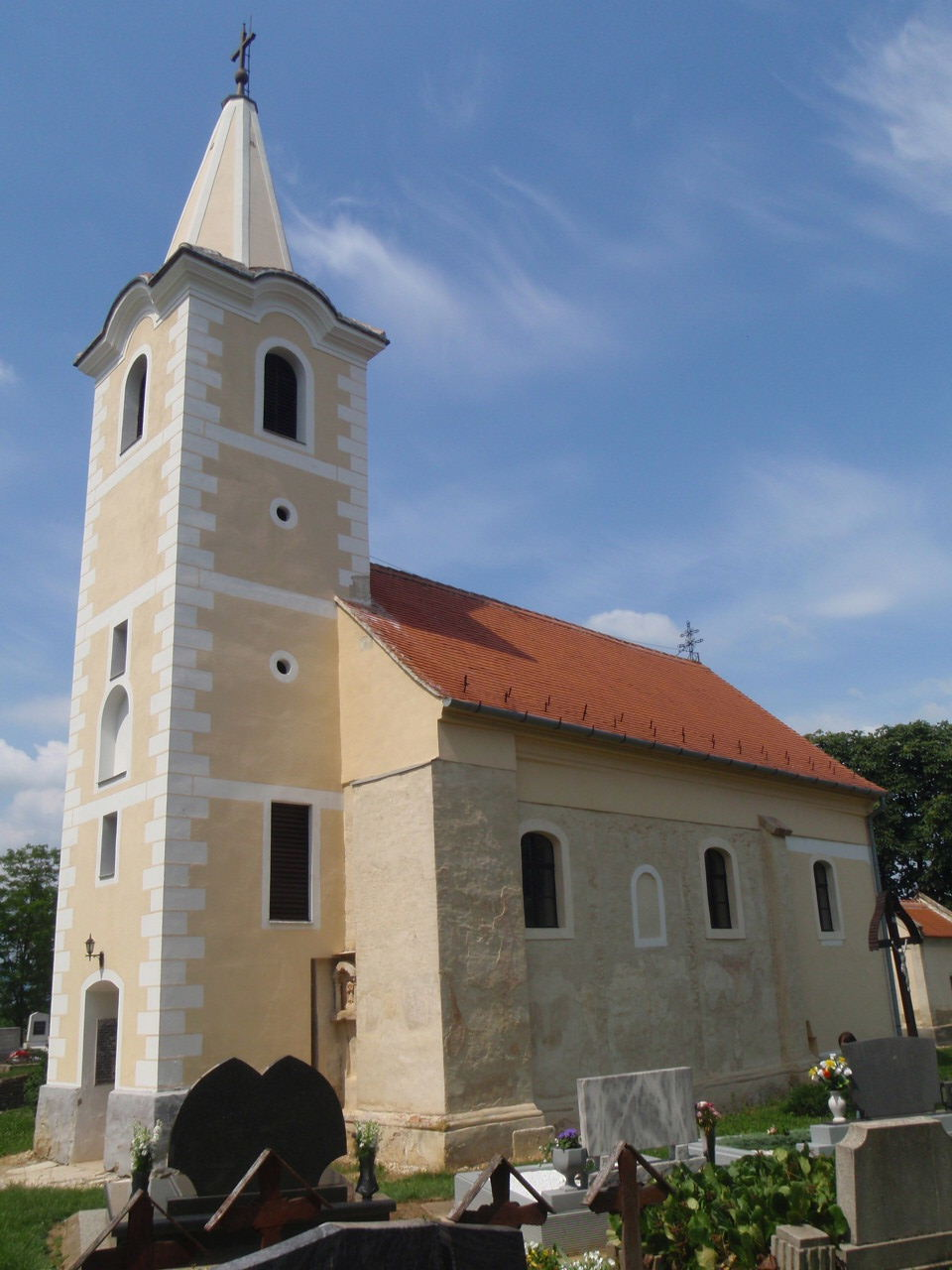
Kerk in Dozmat